# Faust (spev)
Faust је dramski spev Johana Volfganga Getea u kome je obrađena legenda o Faustu. Skoro ceo prvi deo i većina drugog dela su napisani u rimovanim stihovima. Iako se retko postavlja u celini, to je predstava sa najvećim brojem gledalaca na scenama na nemačkom jeziku. Fausta mnogi smatraju Geteovim magnum opusom i najvećim delom nemačke književnosti.
Najraniji oblici dela, poznati kao Urfaust, nastali su između 1772. i 1775. godine; međutim, detalji tog razvoja nisu sasvim jasni. Urfaust ima dvadeset i dve scene, jednu u prozi, dve uglavnom prozne i preostalih 1.441 linija u rimovanim stihovima. Rukopis je izgubljen, ali je kopija otkrivena 1886. godine.

## Delo
Prvi deo objavljen 1808, drugi deo završen 1832. Godine 1790. objavio je Faust, fragment. Samom delu dao je podnaslov tragedija, mada ga teoretičari i istoričari književnosti smatraju dramskim spevom. Geteov Faust označava završetak , književnog pokreta u čijem je kružoku u Štrazburgu započeo svoju književnu karijeru. U kružok štrazburških genija uveo ga je Herder, na početku sedamdesetih godina 18. veka.

## Pra-Faust
Ne zna se pouzdano kada je Gete počeo rad na pisanju Fausta. Skice koje je poneo po prelasku u Vajmar 1775. godine bile su izgubljene. Međutim, u zaostavštini jedne dvorske dame nađen je prepis rukopisa koji je objavljen 1887. godine pod nazivom Pra-Faust. Pra-Faust čine dve velike grupe scena – tragična sudbina naučnika i Margaretina tragedija. Geteov Faust traži odgovore na pitanja: "Koji su putevi spoznaje?", "Kako saznati šta je čovek?", "Gde su njegove granice?", "Šta je smisao života?" Izlaz iz egzistencijalne krize Faust vidi u stapanju sa prirodom. Faust hoće da se kao subjekat uključi u proces stvaranja, a ne kao objekt. Reči Duha zemlje slamaju njegov titanizam. Scena sa Vagnerom, satirična prema suvoparnom znanju, dijalog Mefista i studenta, Mefistove šale u Auerbahovom podrumu zaokružuju tragediju naučnika. Mefisto se pojavljuje potpuno nemotivisano, u delu još ne postoji veza između njega i Fausta. Scenu sporazuma Gete piše mnogo kasnije. Za tragičnu sudbinu Margarete Gete je uzeo predložak iz stvarnosti. Bio je podstaknut sudskim procesom u Frankfurtu 1772, u kome je izvesna Suzana Margareta Brant pogubljena zbog čedomorstva. Motiv čedomorstva je bio čest u nemačkoj književnosti i bio je usmeren protiv prakse anatemisanja neudatih majki u društvu, koje su, našavši se u bezizlaznoj situaciji, pod pritiskom i osudom sredine, ubijale svoju decu. 
Radu na Faustu Gete se vraća posle deset i više godina. Iako nedovršeno (nedostajale su ključne scene prizivanja đavola i opklade), objavljuje ga 1790. pod nazivom Faust, fragment. Gete je uneo promene u koncepciji Faustovog lika. Faustov subjektivizam je potisnut i on sada teži da predstavlja čitavo čovečanstvo.

## Faust
Zahvaljujući podsticajima Šilera, Gete je nastavio i završio rad na Faustu. Prvi deo Fausta objavljen je 1808. Od Fragmenta se razlikovao novim scenama i trostrukim uvodom. Ti uvodi su: Posveta, Predigra u pozorištu, Prolog na nebu, kao i nov podnaslov Tragedija.
Tema Posvete je dug stvaralački proces i rad na ovom dramskom spevu – od lelujnih stvorenja do uobličenih likova, od prošlosti do sadašnjosti, od isparenja magle do stvarnosti. 
U Predigri u pozorištu, za koju je kao model poslužila indijska drama Sakuntala iz 5. veka, posmatra se pozorište iz perspektive upravnika, pesnika i komičara. 
U Prologu na scenu Gete izvodi Boga i đavola. Prolog je podstaknut starozavetnom knjigom o Jovu i nadovezuje se na srednjovekovne misterije i barokno pozorište.

## Prevodi
Jedan od starijih prevoda na srpski je iz pera Milana Savića, oca Anice Savić-Rebac.
Godine 1821, londonski izdavač Tomas Busi i sinovi anonimno je objavio delimični engleski stihovni prevod Fausta (prvi deo), sa ilustracijama nemačkog gravera Morica Reča. Ovaj prevod su Frederik Bervik i Džejms Makuzik pripisali engleskom pesniku Semjuelu Tejloru Kolridžu u svom izdanju Oxford University Press iz 2007, Faust: Sa nemačkog Geteovog, preveo Semjuel Tejlor Kolridž. U pismu od 4. septembra 1820, Gete je pisao svom sinu Avgustu da Kolridž prevodi Fausta. Međutim, ova atribucija je kontroverzna: Rodžer Paulin, Vilijam Sent Kler i Elinor Šejfer daju opsežno pobijanje Bervika i Makuzika, nudeći dokaze uključujući Kolridžovo višestruko poricanje da je ikada preveo Fausta, i tvrdeći da je Geteovo pismo njegovom sinu zasnovano na dezinformaciji od treće strane.
Kolridžov kolega romantičar Persi Beš Šeli proizveo je poštovane fragmente prevoda, prvo objavljujući Prvi deo scene II u časopisu The Liberal 1822. godine, pri čemu je „Scena I“ (u originalu, „Prolog na nebu“) objavljena u prvom izdanju njegovih Posthumnih pesama Meri Šeli 1824. godine.
- Godine 1828, sa dvadeset godina, Žerard de Nerval je objavio francuski prevod Geteovog Fausta.
- 1870–71, Bajard Tejlor je objavio engleski prevod u originalnoj metrici.
- Kalvin Tomas: Prvi deo (1892) i Drugi deo (1897) za D. K. Hita.
- Alis Rafael: Prvi deo (1930) za Džonatana Kejpa.[8]
- Guo Moruo: Prvi deo (1928) i Drugi deo (1947) na kineski.[9]
- Filozof Valter Kaufman je takođe bio poznat po prevodu Fausta na engleski jezik, koji je predstavio Prvi deo u celini, sa selekcijama iz drugog dela, i izostavljenim scenama koje su opširno sažete. Kaufmanova verzija očuvava Geteovu metriku i šeme rime, ali se protivio prevodu celog drugog dela na engleski, verujući da je „dopustiti Geteu da govori engleski jedno, a prevesti na engleski njegov pokušaj da imitira grčku poeziju na nemačkom je drugo“.[6]
- Filip Vejne: Prvi deo (1949) i Drugi deo (1959) za Penguin Books.[10]
- Luis Meknis: Godine 1949, BBC je naručio skraćeni prevod za radio. To je objavljeno 1952. godine.

U avgustu 1950, Boris Pasternakov ruski prevod prvog dela uzrokovao je da je bio napadnut u sovjetskom književnom časopisu Novi mir. Napad je delimično glasio,
... prevodilac jasno iskrivljuje Geteove ideje... da bi odbranio reakcionarnu teoriju 'čiste umetnosti' ... on unosi estetski i individualistički ukus u tekst ... pripisuje Geteu reakcionarnu ideju ... iskrivljuje društveni i filozofski smisao...
Kao odgovor, Pasternak je pisao Arijadni Efron, prognanoj ćerki Marine Cvetajeve:
Nastala je izvesna uzbuna kada je moj Faust raskomadan u Novom miru na osnovu toga što su navodno bogovi, anđeli, veštice, duhovi, ludilo jadne Grečen i sve 'iracionalno' preterano prikazano, dok su Geteove progresivne ideje ostavljeni u senci i bez nadzora.
- Piter Salm: Faust, prvi deo (1962) za Bantam Books.[13]
- Stjuart Atkins: Faust I & II, tom 2: Geteova sabrana dela (1984) za Princeton University Press.[14]
- Dejvid Luk: Prvi deo (1987) i Drugi deo (1994) za Oxford University Press.
- Martin Grinberg: Prvi deo (1992) i Drugi deo (1998) za Yale University Press. Pripisuje mu se da je ostvario poetski osećaj originala.[15]
- Džon R. Vilijams: Prvi deo (1999) i Drugi deo (2007) za Vordsvortova izdanja.[16]
- Dejvid Konstantin: Prvi deo (2005) i Drugi deo (2009) za Penguin Books.[17]
- Žužana Ožvat i Frederik Terner: Prvi deo (2020) za Deep Vellum Books, sa ilustracijama Fovzija Karimija.[18]

## Literatura
- Kierans, Kenneth (2003). „Faust, Art, Religion” (PDF). Animus. 8. ISSN 1209-0689. Архивирано из оригинала (PDF) 03. 10. 2011. г. Приступљено 18. 8. 2011.

- Portor, Laura Spencer (1917). The Greatest Books in the World: Interpretative Studies. Chautauqua, New York: Chautauqua Press. стр. 82.
- Williams, John R. (1987). Goethe's Faust. стр. 66. ISBN 9780048000439., Allen & Unwin.
- George Cebadal: Goethe, Schiller und die verschleierte Wahrheit. Ein kleiner Beitrag zur Mysterienkultur in Goethes "Faust"-Dichtung und der Weimarer Klassik. Norderstedt 2019.
- Jan Assmann, Florian Ebeling: Ägyptische Mysterien. Reisen in die Unterwelt in Aufklärung und Romantik. p. 29.
- The protagonist starts his praying to the "Goddess" by calling her "Queen of Heaven". Apuleius: The Golden Ass, Book XI:1–4. See also: https://www.poetryintranslation.com/PITBR/Latin/TheGoldenAssXI.php
- „Team Fortress 2”. Team Fortress #6 - The Naked and the Dead. 2017-01-10. Приступљено 2022-03-30.
- McGuire, Seanan (2014). Sparrow Hill Road. New York, NY. ISBN 978-0-7564-0961-6. OCLC 861069018.
- Bourke, Liz (2014-04-15). „Wandering America's Highways: Sparrow Hill Road by Seanan McGuire”. Tor.com (на језику: енглески). Приступљено 2022-05-13.
- Napier, Jane (1. 10. 2012). „666 Park Avenue: Sell Your Soul to the Devil for Manhattan High End Real Estate”. Mic. „As dreams come true, the residents of this building find they've been lured into making, what feels like, a deal with the Devil.”
- Goodman, Tim (27. 9. 2012). „666 Park Avenue: TV Review”. The Hollywood Reporter.
- McFarland, Kevin (5. 5. 2014). „American Dad: "Permanent Record Wrecker"”. The A.V. Club. Архивирано из оригинала 17. 01. 2021. г. Приступљено 11. 05. 2023. „Hayley helps by purchasing some guitar lesson videos featuring Lorenzo, a devilish infomercial star who makes a Faustian bargain with Roger, who doesn’t think twice about trading his soul for guitar skills.”
- Tiffany, Kaitlyn (24. 10. 2017). „American Satan is about a rock band that makes a deal with the devil, who also claims he founded Apple”. The Verge.
- Wanserski, Nick; Feinstein, Will; Spelman, Gus; Rabin, Nathan;  . (22. 7. 2016). „What's the best version of Satan in pop culture?”. The A.V. Club. Архивирано из оригинала 11. 04. 2021. г. Приступљено 11. 05. 2023.
- Saraiya, Sonia (3. 3. 2014). „Archer: "Baby Shower"”. AV Club. Архивирано из оригинала 15. 01. 2021. г. Приступљено 11. 05. 2023.
- Ashliman, D. L. (8. 8. 2020). „Bearskin, and other tales of type 361”. University of Pittsburgh.
- Rowen, Nic (6. 11. 2015). „Review: Binding of Isaac: Afterbirth, Deal with the Devil”. Destructoid. Архивирано из оригинала 21. 05. 2021. г. Приступљено 11. 05. 2023.
- Rose, Vanessa (18. 4. 2020). „10 Black Butler Memes Only True Fans Will Understand”. Comic Book Resources.
- Rivadavia, Eduardo. „The Black Halo - Kamelot”. AllMusic (на језику: енглески).
- „The Black Rider (Soundtrack), 1993”. TomWaits.com. „Waits wrote this theatrical piece with legendary underground novelist William S. Burroughs and avant-garde stage director Robert Wilson, based on a 19th-century German fable about a file clerk who makes a deal with the devil.”
- Rafferty, Terrence (18. 10. 2013). „The Shortlist: Horror”. The New York Times.
- Iverson, Dan (7. 11. 2006). „Metalocalypse: "Bluesklok" Review”. IGN.
- Macintyre, Ben (6. 11. 2018). „Oh mama mia, did Freddie have us on for all those years?”. The Australian. „Others see Bohemian Rhapsody as a variation on the Faust story: a man sells his soul to the devil and Satan returns to demand his due.”
- Yeo, Sarahanne (19. 7. 2016). „So What Is "Bohemian Rhapsody" Actually About?”. The Odyssey.
- Boone (1. 12. 2020). „Bridge of Death”. Ride Into Glory. „Eric Adam’s signature brand of soaring vocals take us through a tale of a mortal making good on his deal with the devil by offering up his soul”
- Schnelbach, Leah (26. 10. 2018). „All Hail Brimstone, The 90s Supernatural Cop Show that Deserves a Cult Following”. Tor.com.
- Huston, Steven C. „Brother Jacob”. Lyrics.com.
- Nicholson, Max (25. 7. 2013). „Futurama: "Calculon 2.0" Review - IGN”. IGN.

## Spoljašnje veze
- Faust na Projektu Gutenberg
- Faust, Part 2 на пројекту Гутенберг (German)
- Faust, Part 1 на пројекту Гутенберг (1912 English translation by Bayard Taylor)
- „Faust, Part 1 and 2 (English translation from Project Gutenberg in a modern design)”. Архивирано из оригинала 2016-03-03. г.
- „Faust full text in German and English side-by-side (translations: Priest, Brooks and Coleridge)”. Архивирано из оригинала 2013-03-31. г.
- Faust. available at the Internet Archive, scanned illustrated books
- Faust, Part II available at digbib.org (German)
- Faust, Pt. 1 available at Google Books (1867 English translation by John Wynniatt Grant)
- Faust, Pt. 1 available at Google Books (1908 English translation by Abraham Hayward with illustrations by Willy Pogany)
- Faust public domain audiobook at LibriVox (multiple languages, including English)